# Jobaháza, Győr-Moson-Sopron
Jobaháza  este un sat în districtul Csorna, județul Győr-Moson-Sopron, Ungaria, având o populație de 565 de locuitori (2011). 

## Demografie
Componența etnică a satului Jobaháza
     Maghiari (99,01%)
     Romi (0,99%)
Componența confesională a satului Jobaháza
     Romano-catolici (62,3%)
     Luterani (13,1%)
     Reformați (2,12%)
     Fără religie (2,12%)
     Necunoscută (19,82%)
     Atei (0,53%)
     Alte religii (1,06%)
Conform recensământului din 2011, satul Jobaháza avea 565 de locuitori. Din punct de vedere etnic, majoritatea locuitorilor (99,01%) erau maghiari.  Din punct de vedere confesional, majoritatea locuitorilor (62,3%) erau romano-catolici, existând și minorități de luterani (13,1%), reformați (2,12%) și persoane fără religie (2,12%). Pentru 19,82% din locuitori nu este cunoscută apartenența confesională.